# تروژیلو آلتو، پورتوریکو
تروژیلو آلتو، پورتوریکو (به انگلیسی: Trujillo Alto, Puerto Rico) یک سکونتگاه مسکونی در ایالات متحده آمریکا است که در پورتوریکو واقع شده‌است.

## خصوصیات
تروژیلو آلتو ۵۵٫۶۱ کیلومترمربع مساحت و ۷۴٬۸۴۲ نفر جمعیت دارد.